# Прусиці (Злоторийський повіт)
Прусиці (пол. Prusice, нім. Prausnitz) — село в Польщі, у гміні Злотория Злоторийського повіту Нижньосілезького воєводства.
Населення — 625 осіб (2011).
У 1975-1998 роках село належало до Легницького воєводства.

## Демографія
Демографічна структура станом на 31 березня 2011 року:
|          | Загалом | Допрацездатний вік | Працездатний вік | Постпрацездатний вік |
| -------- | ------- | ------------------ | ---------------- | -------------------- |
| Чоловіки | 308     | 59                 | 218              | 31                   |
| Жінки    | 317     | 52                 | 184              | 81                   |
| Разом    | 625     | 111                | 402              | 112                  |